# Starče
Pour l’article homonyme, voir Starce.
Starče (en serbe cyrillique : Старче) est un village du centre du Monténégro, dans la municipalité de Kolašin.

## Démographie

### Évolution historique de la population
| 1948 | 1953 | 1961 | 1971 | 1981 | 1991 | 2003 |
| ---- | ---- | ---- | ---- | ---- | ---- | ---- |
| 533  | 439  | 481  | 438  | 350  | 236  | 120  |